# Hévér
Hévér románul: Iertof, falu Romániában, a Bánságban, Krassó-Szörény megyében.

## Fekvése
Oravicabányától délnyugatra fekvő település.

## Története
Hévér, Herdorf  nevét 1723-ban Herdorf, 1761-ben  Haiesdorf, 1779  Heinersdorf, 1888-ban Heuersdorf, 1913-ban  Hévér néven volt említve.
A trianoni békeszerződés előtt Krassó-Szörény vármegye Jámi járásához tartozott.
1910-ben 629 lakosából 621 román volt. Ebből 623 görög keleti ortodox volt.